# Ночной Змей
Ночно́й Змей (он же Попрыгу́н, настоящее имя Курт Ва́гнер; англ. Nightcrawler, Kurt Wagner) — супергерой из Вселенной Marvel Comics. Был членом сообществ Люди Икс и Экскалибур. Созданный автором Леном Уэйном и художником Дэйвом Кокрумом, он впервые появился в «Giant-Size X-Men» (Гигантские Люди Икс) #1 в мае 1975.
Мутант немецкого происхождения. Ночной Змей обладает сверхчеловеческой ловкостью и способностью телепортации. Его физическая мутация включает синюю кожу, трёхпалые руки и ноги, жёлтые глаза и подвижный хвост. В своих ранних появлениях в комиксах Ночной Змей изображался как беспечный шутник, заводила и фанат пиратской литературы. Ночной Змей — католик, и хотя это не слишком подчёркивалось вначале, в позднейших появлениях он больше говорит о своей вере.
С самого начала Попрыгун присутствовал в комиксах и видеоиграх на тему Marvel. Он появлялся в нескольких эпизодах мультсериала «Люди Икс» и присутствовал постоянно в его преемнике — сериале «Люди Икс: Эволюция». В 2003 году персонаж сыграл важную роль в фильме «Люди Икс 2», где его роль исполнил актёр Алан Камминг. Коди Смит-МакФи сыграл Ночного Змея в фильме 2016 года «Люди Икс: Апокалипсис» и его продолжении «Люди Икс: Тёмный Феникс»
На примере Ночного Змея можно видеть, насколько неправильные выводы можно сделать по внешнему виду. Этого персонажа с синей шерстью, остроконечными ушами и хвостом вполне можно было бы принять за чёрта. На самом же деле он активный приверженец римско-католической церкви и даже хотел стать священником.

## История публикации
Дэйв Кокрум первоначально создал Ночного Змея, когда он был в военно-морском флоте Соединенных Штатов, который находился в Гуаме. Он рассказывал: «Я сел однажды ночью в середине тайфуна, потому что было слишком шумно, чтобы спать, поэтому я остался и придумал этого персонажа. Первоначально Ночной Змей был демоном из ада, который провалил миссию и решил остаться здесь, в человеческом мире, чтобы не подвергнуться наказанию. Он должен был быть приятелем другого супергероя, который я создал под названием The Intruder». В этот момент Ночной Змей носил сундуки вместо полного костюма, но в остальном выглядел идентично его окончательной версии.
Кокум представил персонажа в составе группы персонажей под названием «Аутсайдеры» (не путать с более поздней командой «Аутсайдеры»), установленной во вселенной серии комиксов «Легион супергероев» DC. Поскольку Ночной Змей был отклонен DC, когда Кокром начал работать над новыми Людьми Икс в 1975 году, он привел дизайн костюма персонажа (и общий необычный внешний вид) к Marvel. Поскольку редактор Рой Томас хотел, чтобы новые Люди Икс были многонациональной группой, было принято решение сделать Ночного Змея немцем.
Несмотря на то, что в течение многих лет персонаж Людей Икс Ночной Змей не получил своего названия комиксов (написанного и нарисованного Кокумом) до ноября 1985 года. В четырёхдверном ограниченном ряду Ночной Змей вместе с Локхидом случайно отправились в несколько альтернативных измерений, встречая Странных существ, таких как Бамфы. После различных приключений Ночной Змей и Локхид смогли безопасно добраться домой.
Вторая серия из четырёх выпусков была опубликована в ноябре 2002 года. Написанная Крисом Кипиняком и написанная Мэтью Доу Смитом, основное внимание уделяется решению Nightcrawler стать священником и его попытками сразиться с группой работорговцев.
В сентябре 2004 года первый титул Nightcrawler был опубликован Marvel, написанный Роберто Агирре-Сакасой с обложками и карандашами Дариком Робертсоном. Серия была отменена с выпуском двенадцать.
В 2014 году началось новое название Nightcrawler, написанное Крисом Клермонтом. Это также было отменено с выпуском двенадцать.

## Биография
Способностями Курт обладал уже с рождения.
Маграли Жардос, колдунья и цыганская королева, нашла новорождённого Курта недалеко от Баварских Альп. По её словам, настоящий отец Курта погиб от сердечного приступа, а его мать лежала на земле рядом с новорождённым младенцем. Однако позже эта версия опровергается, когда становится известно, что мать Курта — мутант-оборотень Мистик, известная также как Рейвен Даркхолм, а отец — древний мутант Азазель. После рождения мальчика Мистик бросила его в колодец, однако Азазель втайне от неё спас Курта от падения и отдал своей подруге и любовнице Маграли Жардос, чтобы та воспитала его. Маграли жила вместе с ребёнком в небольшом баварском цирке, где работала гадалкой. Ещё до того, как открылась его способность к телепортации, Курт успел стать звездой цирка, благодаря своей ловкости и навыкам воздушной акробатики.
Зрители, приходившие на его выступления, считали его обычным человеком, переодетым в костюм демона. Они не могли поверить, что это была настоящая внешность Курта. Через несколько лет миллионер из Техаса увидел номер Курта и решил приобрести мутанта для своего шоу уродов. С этой целью он купил весь цирк, в котором выступал Курт. Однако Ночной Змей не захотел работать на нового хозяина и уехал в немецкий городок Винзельдорф, где жил теперь его друг детства Стефан. Но встреча со старым приятелем не принесла Курту радости. Вот уже несколько лет Стефан был болен тяжелым психическим недугом, толкавшим его на совершение чудовищных убийств. Ночной Змей застал своего друга в тот момент, когда тот пытался убить ребёнка. Курт вступил с ним в борьбу и случайно свернул Стефану шею.
Вагнер скрылся в небольшой деревушке Винцельдорф от преследования за смерть Стефана. Он пользовался любовью и уважением большинства местных монахов, но многие жители относились к нему со смесью страха и ненависти. Они приняли его за демона, решив наказать за убийство, обнаружили его и собирались напасть. Спас Курта профессор Чарльз Ксавьер, который обездвижил людей и пригласил Вагнера стать членом Людей Икс. Но вскоре после этого он ненадолго покинул команду, отправившись в одиночное путешествие, и в то же время недолго был в составе команды под названием Экскалибур. После роспуска Экскалибура Ночной Змей возвращается в Люди Икс вместе с Колоссом и Китти Прайд. По возвращении они сталкиваются с самозванцем, использующим Церебро в образе Профессора Икс.
Курт становится временным лидером команды вместе с Архангелом, параллельно взяв на себя роль священника. Он вступает в схватку со своим отцом Азазелем, когда тот пытается использовать Курта как пешку, чтобы избежать тюрьмы. Недолгое время у него разворачиваются романтические отношения с Мисс Чудо, но они быстро заканчиваются. Курт по-прежнему является членом команды Люди Икс, помогая найти Магнето по просьбе правительства, в то время как остальная часть команды занимается охотой на Морлоков.
Во время «Второго пришествия» состоял в группе, отвечающей за безопасность Мессии. Во время схватки с восстановившим свои силы киборгом Бастионом пожертвовал собой, чтобы спасти Мессию. Позже был воскрешён. Сейчас является частью Тихого совета Кракоа.

## Альтернативные версии
Ultimate Marvel
В альтернативной версии Курт Вагнер — молодой мутант четырнадцати лет, он был захвачен командой Оружие Икс, которые вынудили его работать наемным убийцей. Первоначально он не умел говорить по-английски, но вскоре научился благодаря телепатическим способностям Джин Грей. После ухода из Оружия Икс, Курт возвращается в Баварию, но вскоре вступает в Люди Икс и помогает им бороться с Магнето.
Способности Ультимейт-версии Курта схожи с оригинальными, но в отличие от них, его тело не покрыто коротким мехом синего цвета, а синий цвет имеет только кожа. Остальные его силы практически не отличаются: он способен телепортироваться на небольшие расстояния (было показано до 3-х миль), способен взбираться по вертикальным поверхностям благодаря молекулярному сцеплению на руках и ногах, а также обладает цепким хвостом и навыками акробатики.
Погиб во время событий Ультиматума в Нью-Йорке.

### Дом М
В реальности Дома М Ночной Змей появляется как член Красной гвардии ЩИТа, оперативной группы элитных мутантов, призванной подавить восстания; Ночной Змей играет небольшую роль, когда Красная Гвардия пытается выследить своего лидера, Росомаху, который помнит мир до того, как Алая Ведьма изменила реальность. Ночной змей также появляется в Мире М, где он пытается помочь Апокалипсис, когда последний находится под атакой Нэмор, Шторм и Солнечный огонь .

## Силы и способности
Ночной Змей может телепортироваться сам, перемещая свою одежду и немного дополнительной массы из одного места в другое почти мгновенно в радиусе 3-х километров. Его исчезновение сопровождается образованием дыма и запаха горелой серы, которые появляются из неизвестного измерения, через которое он перемещается. Ночной Змей безошибочно ориентируется в пространстве, но при этом не способен телепортироваться в твердое вещество, которое может покалечить или убить его. Поэтому он в основном перемещается в места, которые либо видны визуально, либо которые он хорошо знает. Тренируясь и развивая способности, Курт смог увеличить массу, которую может телепортировать вместе с собой. Позвоночник у Ночного Змея более гибкий, чем у обычного человека, что позволяет ему выделывать сложные акробатические трюки и проводить большую часть времени в полуползучем положении без каких-либо повреждений для своей осанки. Благодаря темной окраске кожи он может сливаться с тенями. Также он мастерски управляется со своим длинным хвостом и имеет способность прилипать к стенкам, может видеть в темноте при помощи ночного зрения, а ещё у Курта есть исцеляющий фактор.

## Вне комиксов

### Телевидение
- Мультсериал «Человек-паук и его удивительные друзья», где озвучен Стэном Джонсом.
- Мультфильм «Прайд из Людей Икс» (1989), где озвучен Нилом Россом.
- Оригинальный сериал «Люди Икс», в котором был озвучен Адрианом Хью.
- Мультсериал «Люди Икс: Эволюция», озвучен Бредом Свелли. Появляется в 1-й серии 1-го сезона. Встречается с Амандой, которая знает, что он мутант. В 1-м сезоне узнаёт, что его мать — Мистик.
- В мультсериале «Мстители, Общий Сбор» в сезоне, где участвовал Бражник, он был лишь упомянут самим Бражником, сказавшим Мстителям, на еще одно свое поражение, что он не знает про Ночного Змея, и что он будет куда хитрее.
- Мультсериал «Росомаха и Люди Икс», где его озвучил Лием О’Брайен.
- В мультсериале «Рыцари Марвел: Чёрная Пантера» был озвучен Ноланом Нортом и появился в 5-м эпизоде.

### Фильмы
- Курт Вагнер был показан в фильме Люди Икс 2, где имеет много общего с оригинальной версией — он очень религиозен, возможно, воспитывался в монастыре, родом из Германии, говорит с сильным немецким акцентом и провёл детство в цирке Мюнхена, где и получил прозвище «Удивительный Попрыгун». Но, в отличие от внешнего вида в комиксах, Курт Вагнер не имеет синего меха, а синий цвет имеет его кожа, на которую нанесены религиозные символы, которые он наносит себе сам за грехи. В фильме нет никакого намёка на родственную связь между Ночным Змеем и Мистик. Также он появляется в компьютерной игре по мотивам фильма[7].
- Персонаж должен был появиться в фильме «Люди Икс: Дни минувшего будущего», но, по словам режиссёра Брайана Сингера, в картине было слишком много персонажей[8].
- Был показан в фильме «Люди Икс: Апокалипсис», где его сыграл Коди Смит-МакФи[9]. Здесь Курт показан подростком, которого в 1983 году нашла в Восточном Берлине Мистик, где он участвовал в гладиаторских боях мутантов для развлечения обычных людей. Вместе они прибывают в расположенную в США школу мутантов. Когда особняк разрушается вследствие атаки Апокалипсиса, Ночной Змей в команде с Циклопом и Джин Грей освобождает захваченных людьми Страйкера Мойру Мактаггерт, Мистик, Ртуть и Зверя, телепортируя себя, Джин Грей и Циклопа в вертолет и попав на базу Страйкера. После освобождения команда отправляется в Каир, чтобы бороться с Апокалипсисом и найти Чарльза, Курт проникает в пирамиду и перемещает Чарльза в безопасное место, срывая план Апокалипcиса, пытавшегося перенести свой разум в тело профессора. Змей тратит все силы, чтобы спасти жизни всей команды, телепортируя их из падающего самолета в здание на земле. Курт приходит в чувство после победы над Апокалипсисом. Впоследствии он присоединяется к команде Людей-Икс. В этом фильме также нет никакого намека на родство Мистик и Ночного Змея. В данном фильме он носит куртку Майкла Джексона из Клипа «Триллер».
- Эпизодически появляется в фильме «Дэдпул 2» вместе с другими Людьми Икс. Роль также исполнил Коди Смит-Макфи.
- Коди Смит-МакФи вернулся к роли Ночного Змея в фильме «Люди Икс: Тёмный Феникс».

### Книги
- В романе «Планета Икс» (кроссовер «Звёздного пути» и «Людей Икс») Курт Вагнер использует свою способность телепортации, чтобы проникать на вражеский корабль, а также является объектом изучения одного из учёных[10].

### Музыка
- Курт и Китти Прайд упоминаются в песне In the Garage американской группы Weezer.
- Курт Вагнер используется в строчке рэпера Jubilee — «Курт Кобейн исчез, а я исчез и снова появился здесь, как Курт Вагнер».

### Игры
В игре X-Men Origins: Wolverine Курт является ребёнком Рейвен Даркхол (Мистик) и Джона Рэйта.
В мобильной игре Marvel: Contest of champions является игровым персонажем класса «Мутация».
В игре X-Men Legends 2: Rise of Apocalypse Ночной Змей является играбельным персонажем
В мобильной игре Marvel Future Fight является игровым персонажем класса «скоростные», «Мутанты»
В играх X-Men (1993) и X-Men 2 Clone Wars (1995) для игровой приставки Sega Mega Drive является одним из играбельных персонажей.

## Критика и отзывы
В мае 2011 года Ночной Змей занял 80 место в списке 100 лучших героев комиксов по версии IGN.
В 2006 году он также занял 7 место в списке «25 лучших Людей Икс» по версии IGN.
В 2008 году занял 4 место в списке «Десять лучших Людей Икс всех времен», составленном Marvel Comics.